# Požeška katedrala
Požeška katedrala (katedrala sv. Terezije Avilske) katedralna je crkva Požeške biskupije od osnivanja biskupije 1997. godine. Nalazi se na baroknom Trgu sv. Terezije, u blizini brežuljka na kojemu je nekada bila srednjovjekovna utvrda. 
Zagrebački biskup Franjo Thauszy dao je 80.000 forinti za izgradnju katedrale. Novci su u početku bili namijenjeni za obnovu požeške utvrde u vlasništvu biskupa Thauszya. Carica Marija Terezija odobrila je gradnju 11. srpnja 1754. godine, a započeta je 28. lipnja 1756. godine. Nakon sedam godina gradnje, biskup Franjo Thauszy posvetio je crkvu 24. srpnja 1763. godine. Nazvana je po sv. Tereziji Avilskoj, španjolskoj redovnici i crkvenoj naučiteljici, koja je obnovila žensku granu karmelićanskog reda. Ona je bila svetica zaštitnica carice Marije Terezije, koja je po njoj i dobila ime. 
Graditelji crkve bili su vrlo vjerojatno uvaženi štajerski (mariborski) graditelji Josef Hoffer i Johann Fuchs.
Vrh prvog zvonika stradao je u oluji 1926. godine, kada je zamijenjen novim koji je visok 63 metra.
Interijer je izrađen u baroknom i rokoko stilu. U središtu je oltar sv. Terezije Avilske, dar biskupa Thauszya. Među ostalim oltarima, izdvajaju se oltar sv. Ivana Nepomuka, dar Franje Nádasdya te oltar sv. Mihaela Arkanđela, dar kutjevačkog župnika Josipa Maurovića, rođenog u Požegi. Lijepa propovjedaonica također je dar biskupa Thauszya. Katedralne orgulje izradio je obrt Josipa Brandla iz Maribora. U katedrali se nalaze od 1900. godine. Katedrala je 1893.godine nabavila dva tirolska oltara izgrađena u radionici čuvena kipara i drvorezbara Ferdinanda Stuflessera (St.Ulrich, 1855.- Ortisei/St.Ulrich, 1926., Južni Tirol), radi se o pokrajnjim oltarima Pohođenja Blažene Djevice Marije i Majke Božje Lurdske oba s pripadajućim pobočnim kipovima. 
Krajem 19. stoljeća postavljeno je šest oktogonalnih vitraja.
Slike u katedrali naslikali su hrvatski slikari Celestin Medović i Oton Iveković 1898. i 1899. godine. Medović je naslikao slike sv. Terezije Avilske, evanđelista Marka i Mateja, Isusa na Maslinskoj gori i sv. Ćirila. Iveković je naslikao evanđeliste Luku i Ivana, sv. Ceciliju, Navještenje i sv. Metoda. Zajedno su naslikali sliku Presvetog Trojstva iznad glavnog oltara.

## Također pogledajte
- Katedrala
- Crkvena umjetnost u Hrvatskoj
- Crkvena arhitektura u Hrvatskoj
- Barokna arhitektura
- Katolička crkva
- Katoličanstvo u Hrvata
- Požeška biskupija